# Stadnîțea, Kotelva
Stadnîțea (în ucraineană Стадниця) este un sat în comuna Kovaleve din raionul Kotelva, regiunea Poltava, Ucraina.

## Demografie
Componența lingvistică a localității Stadnîțea
     Ucraineană (100%)
Conform recensământului din 2001, toată populația localității Stadnîțea era vorbitoare de ucraineană (100%).